# Eutanyacra stramineomaculata
Eutanyacra stramineomaculata är en stekelart som beskrevs av Cameron 1903. Eutanyacra stramineomaculata ingår i släktet Eutanyacra och familjen brokparasitsteklar. Utöver nominatformen finns också underarten E. s. sauteri.